# 日立システムアンドサービス
株式会社日立システムアンドサービス（ひたちシステムアンドサービス）は、かつて存在した東京都港区に本社を置く日立グループの一社で、システムインテグレーター（メーカー系）。
2010年10月1日付けで日立ソフトウェアエンジニアリングと対等合併し、日立ソリューションズに商号変更した。

## 沿革
- 1978年（昭和53年）9月 - 東京都品川区にて日立コンピュータコンサルタント株式会社として設立。
- 1986年（昭和61年）11月 - 東京都品川区に株式会社コンピュータテクノロジー（現・日立システムバリュー）を設立。
- 1989年（平成元年）2月 - 日立システムエンジニアリング株式会社（略称：日立SEK）に商号変更。
- 2000年（平成12年）4月 - 日立西部ソフトウェア株式会社、日立中部ソフトウェア株式会社と合併し、商号を株式会社日立システムアンドサービスに変更（資本金10億円）。
- 2002年（平成14年）4月 - 九州支社を分社化し日立システム九州とする。
- 2004年（平成16年）3月9日 - 東京証券取引所市場第二部へ株式上場。
- 2005年（平成17年）10月 - 連結子会社の日立システムアシストと株式会社ネットサービスが合併し、商号を株式会社日立システムバリューに変更する。
- 2006年（平成18年）4月 - 日立システム九州の株式の一部を日立製作所に譲渡し、連結対象外とする。
- 2009年（平成21年）7月 - 日立製作所による当社株式の株式公開買付け（TOB）並びに完全子会社化が発表される。
- 2010年（平成22年）
  - 2月 - 日立製作所の完全子会社となる。
  - 10月 - 日立ソフトウェアエンジニアリングと対等合併し、株式会社日立ソリューションズに商号変更。

## 主力製品
LYSITHEA（リシテア）
勤怠・作業高管理システムであり、大企業を中心にシェアが高い。当初はC/Sシステムであり製造業を中心にシェアを伸ばしていたが、90年代後半に起こった企業システムのWeb化の流れにいち早く対応したことでサービス業にもシェアを伸ばしている。製品名はリシテア (衛星)に由来し、一説には「人事管理、勤怠管理、給与管理のそれぞれの業務が三位一体になって企業の管理業務が廻っている様を、木星の重力に支えられながらお互いに影響しあっている衛星になぞらえた」という。

## 企業スポーツ
2000年の合併によって誕生した新会社をまとめるシンボル的存在として、2004年11月にスキー部を創設した。 このスキー部は長野パラリンピック及びトリノパラリンピック金メダリストの小林深雪、トリノパラリンピック銅メダリストの太田渉子をはじめ、ソルトレークシティパラリンピック銅メダリストの新田佳浩、長野大会以来パラリンピック3大会連続出場の長田弘幸らを擁し、障害者スポーツではまれな実業団チームを形成していた。
現在、チームは日立ソリューションズに継承されている。

## 事業所
- 関東
  - 本社（東京都港区、JR品川イーストビル）
  - 大森ビジネスセンタ（東京都品川区、日立大森ビル）
  - K2ビジネスセンタ（東京都大田区、K2ビジネスセンタ）
  - 戸塚ビジネスセンタ（横浜市戸塚区、日立製作所ソフトウェア事業部内）
- 中部
  - 中部支社（名古屋市西区、名古屋ルーセントタワー）
  - 旭ビジネスセンタ（尾張旭市、日立オムロンターミナルソリューションズ内）
- 関西
  - 関西支社（大阪市浪速区、パークスタワー）
  - 京都オフィス（京都市下京区、日立製作所京都支店内）
  - 神戸オフィス（神戸市中央区、日立製作所神戸支店内）

## アライアンス・パートナー
- マイクロソフト
- 日本アイ・ビー・エム
- 日本オラクル
- 日本ヒューレット・パッカード
- レッドハット
- サン・マイクロシステムズ

## 註
1. ↑  宮崎恵理『心眼で射止めた金メダル 小林深雪と日立システムスキー部の挑戦』新潮社、2007年、pp. 179, 192. ISBN 9784103061519
2. ↑  田中左千夫 (2007年6月21日). “仕事事情：障害者選手の就業支援”. YOMIURI ONLINE.   読売新聞社. 2008年11月9日閲覧。